# Relaciones Islas Salomón-México
Las naciones de las Islas Salomón y México establecieron relaciones diplomáticas en 2008. Ambas naciones son miembros de las Naciones Unidas.

## Historia
Las Islas Salomón y México establecieron relaciones diplomáticas el 26 de septiembre de 2008. Los vínculos se han desarrollado principalmente en el marco de foros multilaterales. 
En noviembre de 2010, el gobierno de las Islas Salomón envió una delegación de ocho miembros para asistir a la Conferencia de las Naciones Unidas sobre el Cambio Climático de 2010 en Cancún, México.
En 2023, ambas naciones celebraron 15 años de relaciones diplomáticas.

## Misiones diplomáticas
- Islas Salomón no tiene una acreditación para México.
- México está acreditado ante las Islas Salomón a través de su embajada en Canberra, Australia.[4]